# Kamen Rider ZX
Ryo Murasame (村雨 良, Murasame Ryō) là Kamen Rider ZX (仮面ライダーZX［ゼクロス］, Kamen Raidā Zekurosu?, Masked Rider ZX). ZX là Rider đầu tiên không có bộ phim truyền hình của riêng mình. Nhân vật này đã ra mắt trong một bộ truyện tranh cùng tên bắt đầu xuất bản số tháng 7 năm 1982 của Tạp chí Truyền hình Nhật Bản. ZX sau đó đã được xuất hiện trong một bộ phim ngắn phát sóng trong tập đặc biệt All Night Nippon do Shotaro Ishinomori thực hiện vào ngày 14 tháng 8 năm 1982 để kỷ niệm lần ra mắt chính thức của nhân vật, trước khi ra mắt trong Birth of the 10th! Kamen Riders All Together!!

## Nhân vật
Mặc dù không thể thể hiện quá nhiều tính cách của nhân vật vì thời gian phát sóng hạn chế, Murasame Ryo dường như là một người anh tốt đối với em gái mình. Anh cũng học được ý nghĩa của việc trở thành Kamen Rider thông qua những người tiền nhiệm và không sẵn sàng hy sinh người khác để đánh bại Badan. Murasame dường như cũng hòa đồng với V3 và những người khác.
"Nếu cậu không thể tự chuộc lỗi, thì cậu phải tiếp tục chiến đấu!" - Dr. Kaido

## Xuất hiện

### Birth of the 10th! Kamen Riders All Together!!
Ryo và em gái của mình đã bị bắn hạ trong khi bay qua rừng rậm Amazon bởi một tổ chức khủng bố có tên là Đế chế Badan và cả hai đã bị bắt. Sau đó, Badan giết em gái anh và biến Murasame thành một chiến binh cyborg tên là ZX rồi tẩy não anh ta; tuy nhiên, một tai nạn khiến anh lấy lại trí nhớ. Murasame quyết định chiến đấu để trả thù cho em gái mình. Cuộc chạm trán đầu tiên của anh với Kamen Riders trong quá khứ là khi anh nhầm Kamen Rider Super-1 và Riderman là lính của Badan. V3 đến và ngăn ZX, nói với anh ta rằng họ đều là kẻ thù của Badan và muốn phá hủy Hệ thống Phá vỡ Không gian. Cùng với Riderman và Super-1, họ giải thích cho ZX, lịch sử và ý nghĩa của việc trở thành một Kamen Rider, và cuối cùng, anh quyết định tham gia cùng họ, với tư cách là Rider thứ 10, Kamen Rider ZX. Sau đó, anh chiến đấu và đánh bại thành công Eisuke Mikage (Tiger-Roid). Sau đó, căn cứ của Badan đã được định vị và tất cả 10 kỵ sĩ đều tiến về phía đó. Đại sứ Darkness đã chào đón họ và gửi tất cả quân đội của Badan chống lại các kỵ sĩ. V3 lại đối mặt với Dokuga-Roid và Combat-Roids một lần nữa và sau một trận chiến dài đã tiêu diệt đượchawns bằng cách ném vào một Yamaarashi-Roid đã ngã xuống. Sau đó, V3 và Rider 2 hợp tác chống lại Jūjin mukade, một quái vật Geddon được hồi sinh. tuy nhiên, trước khi trận chiến có thể kết thúc, Đại sứ Darkness đã cố gắng sử dụng con tin để khiến các kỵ sĩ đầu hàng. Kế hoạch của anh thất bại do sự can thiệp của Super-1 và Đại sứ Darkness quyết định sử dụng Hệ thống Phá vỡ Không gian, chỉ để tiêu diệt những đội quân còn lại của Badan. Sau cuộc gọi của V3, mười kỵ sĩ tập hợp sức mạnh của họ với Rider Syncro, làm suy yếu Đại sứ bóng tối và cho phép ZX kết liễu anh ta bằng ZX Kick. Sau khi Darkness bị đánh bại, năng lượng tà ác tập hợp thành hình đầu lâu khổng lồ, Generalissimo của Badan, nói lời tạm biệt với các kỵ sĩ và cười nhạo họ.
V3 gọi ZX với tên chính thức là Kamen Rider 10 (面 ラ イ 10 号 Kamen Raidā Juu-gō) và ngay sau đó tất cả các kỵ sĩ lại tiếp tục chiến đấu chống lại cái ác trên khắp thế giới.

### Black RX
Kamen Rider ZX, cùng với các kỵ sĩ kỳ cựu khác, đã chiến đấu chống lại các lực lượng bí mật của Đế chế Khủng hoảng lan rộng khắp thế giới, đánh bại họ ở mỗi quốc gia. Tuy nhiên, lực lượng chính của Crisis, ở Nhật Bản, vẫn ở lại và họ đã chuẩn bị một cuộc tấn công cuối cùng. Rider 1 đã gọi tất cả các kỵ sĩ đến một cuộc họp trong một cơ sở bí mật ở Arizona, để chuẩn bị cho trận chiến sắp tới, nơi họ sẽ đến để giúp Kamen Rider Black RX, Kamen Rider đang bảo vệ Nhật Bản vào thời điểm đó.

### Let's Go Kamen Riders
Một tai nạn gây ra bởi Greekh Ankh đã vô tình thay đổi dòng thời gian cho phép Shocker tạo ra Shocker Greeed đã đánh bại các Kamen Rider và dường như xóa bỏ họ khỏi lịch sử. Năm 2011, sau nỗ lực sửa chữa thiệt hại của Kamen Rider New Den-O, anh cùng với Kamen Rider OOO và M-Ankh chờ đợi hành quyết. Tuy nhiên, nó đã được tiết lộ rằng Double Riders đã bị tẩy não bởi một nhà khoa học Shocker. ZX và tất cả các rider khác đã thực hiện "All Rider Break", đâm vào Rock Great Leader và đánh bại hắn một lần và mãi mãi.

### Super Hero Taisen
ZX là một trong số các rider bị cuốn vào sự kiện 'heroes Taisen'. Anh có lẽ được gửi đến không gian rạn nứt, dưới việc giả vờ bị đánh bại bởi Captain Marvelous trong khi anh ta dường như đang săn lùng các kỵ sĩ. Khi mưu mẹo của anh và Tsukasa được tiết lộ, ZX và các kỵ sĩ khác xuất hiện xuyên qua bức tường đa chiều. ZX sau đó chiến đấu cùng với tất cả các Kamen rider và Super Sentai khác chống lại Dai-Shocker và Liên minh Shocker-Zangyack của Dai-Zangyack. Anh được nhìn thấy trong trận chiến cuối cùng chiến đấu với Grand Beast Rei với GoseiRed và Hurricangers, và sau đó được nhìn thấy đang chộp lấy chỉ huy Zangyack Daiyarl.

### Kamen Rider Taisen
Theo kế hoạch đã tính trước của Hongo Takeshi (Kamen Rider 1), Ryo gia nhập và đóng giả làm thành viên của Badan. Sau khi tập hợp 28 Rider Lockseed (do ông và Kouta không có Lockseed của riêng mình), nghĩa là chỉ còn ông và Kouta (Kamen Rider Gaim), sau đó ông hiện ra hình dáng thật của mình là Murasame Ryo, nhưng Fifteen đã biết trước và đâm ông một nhát, nhưng ông nói "Chớ đánh giá thấp Rider bọn ta, Kamen Rider bọn ta không bao giờ bỏ cuộc", sau đó, ông lập tức Henshin thành Kamen Rider ZX trước mặt Gaim, và ông nói thêm "các Rider vẫn chưa chết mà bọn họ ở trong rừng Helheim", và sau đó ông làm cho 28 Rider Lockseed nhập vào cơ thể Gaim và làm xuất hiện 28 crack gồm 14 Showa Rider và 14 Heisei Rider. Sau đó, Kyoryu Red và 5 ToQger đến giúp và tất cả cùng tập hợp lại tiêu diệt Đế chế Ngầm Badan.
Sau khi kết thúc họ lại đấu với nhau do Takeshi nói "Chúng ta chỉ hợp tác đánh bại Badan thôi, chuyện này xảy ra đều do Heisei Rider các ngươi, giờ Showa Rider bọn ta sẽ tiêu diệt các ngươi!", 1 Showa Rider sẽ đánh với 1 Heisei Rider, Ryo đánh với Tsukasa (Decade), nhưng sau đó thì tất cả giản hoà do Takeshi thấy Kouta hứng chịu đòn Rider Kick của mình chỉ để bảo vệ một bông hoa.

### All Riders vs. Dai-Shocker
Để ngăn chặn sự hợp nhất và hủy diệt của các thế giới, Tsukasa Kadoya (Kamen Rider Decade) đã công bố một giải đấu quy tụ tất cả các kỵ sĩ để tìm ra ai là người mạnh nhất. Kamen Rider ZX đã tham gia giải đấu và chiến đấu chống lại Kamen Rider Ryuki, mặc dù anh ta không lọt vào vòng chung kết nơi Decade nổi lên chiến thắng. ZX và các kỵ sĩ bị đánh bại khác biến mất vào một bức tường chiều và được cho là đã chết, khiến Dai-Shocker bắt đầu cuộc tấn công của chúng.

### Super hero taisen GP: Kamen Rider 3
Do sự thay đổi dòng thời gian do Shocker gây ra, ngoại trừ Drive, Zeronos, Mach và Faiz thì tất cả Rider đều bị tẩy não, Ryo cũng vậy, nên lúc này ông được gọi là Shocker Rider ZX, nhưng nhờ Kamen Rider 3 họ đã trở lại bình thường, sau đó, họ hợp tác với Shuriken Sentai Ninninger tiêu diệt Shocker.

### Kamen Rider SD
ZX: Một Kamen Rider tương đối mới. Trái ngược hoàn toàn với bản sao truyền hình gốc của mình, phiên bản hoạt hình của ZX rất nhẹ nhàng và khá lập dị. Anh ta rất thích nhắn tin cho Black RX, cũng như đánh bạc với anh ta vì tiền mà anh ta không có. Phong cách chiến đấu của anh ta giống với một ninja, bao gồm nghệ thuật ngụy trang ngay lập tức (anh ta biến thành một tay xã hội đen và một tay vợt nữ) và sự nhanh nhẹn cao. Anh ấy thấy vấn đề của Black RX với tình yêu rất vui nhộn, mặc dù anh ấy làm hết sức để giúp đỡ, điều đó chỉ làm cho mọi thứ tồi tệ hơn. Đội của anh ta bao gồm Black RX và Rider 1. Anh ta cưỡi trên một phiên bản sửa đổi của Helldiver Motorcycle.

## Phim
- Birth of the 10th! Kamen Riders All Together!!
- Kamen Rider 1 Through RX: Big Gathering
- Kamen Rider Black RX
  - Episode 41: Terror of the 100 Eyed Hag
  - Episode 42: The Four Commanders Are Banished
  - Episode 43: Defeated!! RX
  - Episode 44: Fight! All Riders
  - Episode 45: False Rider's Last Days
  - Episode 46: The Riders' All Out Charge
  - Episode 47/Finale: A Shining Tomorrow!
- Kamen Rider Decade: All Riders vs. Dai-Shocker
- OOO, Den-O, All Riders: Let's Go Kamen Riders
- Kamen Rider × Super Sentai: Super Hero Taisen
- Heisei Rider vs. Showa Rider: Kamen Rider Taisen feat. Super Sentai
- Super Hero Taisen GP: Kamen Rider 3

## Phiên bản Mỹ
Trong phiên bản Mỹ hóa của Kamen Rider là Masked Rider năm 1995. Masked Rider ZX là một trong những Chiến binh masked rider, giống như tất cả các masked rider khác ngoại trừ Dex Stewart, danh tính thực sự của anh là không rõ.
Xuất hiện trong:
Saban's Masked Rider
- Episode 37: The Invasion of Leawood

## Video Game
- Kamen Rider: The Bike Race
- Kamen Rider: Battride War Genesis

## Khác
Trong Toyline đã sản xuất đồ chơi ZX Rider card, ZX Gaia Memory, ZX Ring, Legend Rider Lockseed (trong đó có cả Zx và Gaim Lockseed).